# 南非棘泳䲁
南非棘泳䲁（學名：Acanthanectes hystrix），為條鰭魚綱䲁形目三鰭䲁科棘泳䲁屬的一個種，分布於東南大西洋南非齊齊卡馬國家公園海域，深度10-24公尺，本魚體延長呈圓柱狀，頸部無皮瓣，體被櫛鱗，背鰭分成三部分，背鰭硬棘16-18枚、背鰭軟條9-10枚、臀鰭硬棘1枚、臀鰭軟條18-19枚，體長可達3.5公分，棲息在近岸礁石區，以浮游動物為食，雌魚產附著性卵，雄魚會守護卵，幼魚為浮游性，生活習性不明。